# Hip hip hura Alleluja!
Hip hip hura Alleluja! – czwarty album studyjny zespołu Arka Noego wydany w 2002 roku.
Płyta została wydana przez wydawnictwo Metal Mind Productions. Autorem słów oraz muzyki do zawartych w albumie piosenek byli: Robert Friedrich, Elżbieta Malejonek oraz Debora Broda. Oprócz 12 utworów ze słowami na płycie znalazły się ich wersje instrumentalne. Stylistycznie utwory z albumu sklasyfikowane zostały w następujących rodzajach muzycznych: rock, reggae, folk, world music. Wydano też wersję kasetową albumu.
Album wznowiono 15 kwietnia 2019, z nową wersją niektórych piosenek. 
Przy pracy nad płytą współpracowali muzycy:  Andrzej Dziewit, Daniel Kaczmarczyk, Dariusz Malejonek, Joszko Broda, Maciej Starosta, Marcin Pospieszalski, Mateusz Pospieszalski, Michał Garstecki, Michał Pruszkowski, Piotr Rejdak, Piotr Żyżelewicz, Robert Friedrich. Śpiewały dzieci muzyków: Ada Janiszewska, Adrian Surlejewski, Bartek Malejonek, Bruno Friedrich, Dominik Szczepaniak, Franciszka Friedrich, Halszka Starosta, Janetta Silva Da Piedade, Kaja Chmiel, Kamil Ziemowski, Kasia Malejonek, Malwina Starosta, Maria Friedrich, Marta Sosulska, Martyna Szczepaniak, Max Chruszcz, Michasia Starosta, Mikołaj Pospieszalski, Ola Malejonek, Róża Friedrich, Weronika Borowska, Wiktoria Friedrich, Łukasz Chruszcz.

## Lista utworów
| Nr  | Tytuł utworu                                      | Kompozytor                                      | Długość |
| --- | ------------------------------------------------- | ----------------------------------------------- | ------- |
| 1.  | „Dobre dobre bardzo dobre”                        | muz. i sł. Robert Friedrich                     | 4:03    |
| 2.  | „Stary Abraham”                                   | muz. Elżbieta Malejonek, sł. Robert Friedrich   | 4:09    |
| 3.  | „Na drugi brzeg”                                  | muz. i sł. Robert Friedrich                     | 3:19    |
| 4.  | „Niedola egipska niewola”                         | muz. i sł. Robert Friedrich, Elżbieta Malejonek | 3:18    |
| 5.  | „Niezwykłanoc”                                    | muz. i sł. Robert Friedrich                     | 2:57    |
| 6.  | „Chrystus zmartwychwstan jest”                    | muz. i sł. Robert Friedrich                     | 3:53    |
| 7.  | „Nowe przykazanie”                                | muz. Elżbieta Malejonek, sł. Robert Friedrich   | 3:36    |
| 8.  | „Moje oczy to widziały”                           | muz. Debora Broda, sł. Robert Friedrich         | 3:16    |
| 9.  | „Ja nie umieram”                                  | muz. i sł. Robert Friedrich                     | 3:26    |
| 10. | „Zwycięzca śmierci”                               | muz. i sł. tradycyjne                           | 2:54    |
| 11. | „Duchu Święty, pocieszaj mnie”                    | muz. i sł. Robert Friedrich                     |         |
| 12. | „O, Stworzycielu Duchu, przyjdź”                  | muz. i sł. tradycyjne                           |         |
| 13. | „Dobre dobre bardzo dobre (instrumentalne)”       | muz.Robert Friedrich                            | 4:03    |
| 14. | „Stary Abraham (instrumentalne)”                  | muz. Elżbieta Malejonek                         | 4:11    |
| 15. | „Na drugi brzeg (instrumentalne)”                 | muz. Robert Friedrich                           | 3:22    |
| 16. | „Niedola egipska niewola (instrumentalne)”        | muz. Robert Friedrich, Elżbieta Malejonek       | 3:18    |
| 17. | „Niezwykłanoc (instrumentalne)”                   | muz. Robert Friedrich                           | 2:59    |
| 18. | „Chrystus zmartwychwstan jest (instrumentalne)”   | muz. Robert Friedrich                           | 3:53    |
| 19. | „Nowe przykazanie (instrumentalne)”               | muz. Elżbieta Malejonek                         | 3:38    |
| 20. | „Moje oczy to widziały (instrumentalne)”          | muz. Debora Broda                               | 3:08    |
| 21. | „Ja nie umieram (instrumentalne)”                 | muz. Robert Friedrich                           | 3:26    |
| 22. | „Zwycięzca śmierci (instrumentalne)”              | muz. tradycyjna                                 | 2:55    |
| 23. | „Duchu Święty, pocieszaj mnie (instrumentalne)”   | muz. Robert Friedrich                           |         |
| 24. | „O, Stworzycielu Duchu, przyjdź (instrumentalne)” | muz. tradycyjna                                 |         |